# Iván Molina
Iván Molina (Maceo, 16 giugno 1946) è un ex tennista colombiano.

## Carriera
Iván Molina e Martina Navrátilová hanno vinto il doppio misto al Roland Garros 1974 battendo in finale Marcelo Lara e Rosie Darmon 6-3, 6-3. In coppia con Florența Mihai ha raggiunto la finale del doppio misto al Roland Garros 1977, perdendo da John McEnroe e Mary Carillo. Il mancino ha giocato 46 partite in Coppa Davis per la Colombia dal 1970 al 1979, vincendo 15 partite in singolare e perdendone 14; nel doppio ha collezionato 7 vittorie e 10 sconfitte. Nell'aprile del 1979 ha raggiunto in singolare la ventiduesima posizione, il suo miglior piazzamento in carriera. Iván Molina è considerato il più grande tennista colombiano di tutti i tempi.

## Statistiche

### Doppio

#### Vittorie (1)
| Numero | Anno | Torneo                                         | Superficie  | Compagno           | Avversari in finale           | Punteggio          |
| 1.     | 1974 | Interwetten Austrian Open Kitzbühel, Kitzbühel | Terra rossa | Jairo Velasco, Sr. | František Pála Balázs Taróczy | 2-6, 7-6, 6-4, 6-4 |

### Doppio misto

#### Vittorie (1)
| Numero | Anno | Torneo                  | Superficie  | Compagna            | Avversari in finale       | Punteggio |
| 1.     | 1974 | Open di Francia, Parigi | Terra rossa | Martina Navrátilová | Marcelo Lara Rosie Darmon | 6-3, 6-3  |